# Rupert Grint
Rupert Alexander Lloyd Grint (Harlow, 24 agosto 1988) è un attore britannico. È noto per il ruolo di Ron Weasley nella saga di film Harry Potter.

## Biografia
Rupert Grint è di origini irlandesi ed è il più grande dei cinque figli di Nigel Grint e Jo Parsone. Ha un fratello e tre sorelle: James (nato nel 1990), Georgina (nata nel 1993), Samantha (1996) e Charlotte (1998).
Ha frequentato la scuola elementare di St Josephs a Hertford, e successivamente la Top Hat Stage School. All'età di 16 anni lasciò la scuola.
Il suo primo ruolo fu quello di Ronald Weasley nella saga di Harry Potter.

## Carriera

### Harry Potter
Grande fan dei libri di J. K. Rowling, Rupert era così risoluto a ottenere una parte nel film che inviò alla produzione un video girato da sé vestito da insegnante di teatro, in cui chiedeva di poter partecipare alle riprese, mentre eseguiva una canzone rap. Vinse le selezioni con il video e riuscì quindi a ottenere il ruolo del miglior amico di Harry, Ron Weasley. Rupert ha interpretato Ron in tutti i film della saga: Harry Potter e la pietra filosofale, Harry Potter e la camera dei segreti, Harry Potter e il prigioniero di Azkaban, Harry Potter e il calice di fuoco, Harry Potter e l'Ordine della Fenice, Harry Potter e il principe mezzosangue, Harry Potter e i Doni della Morte - Parte 1 e Harry Potter e i Doni della Morte - Parte 2. Le riprese della serie sono terminate nel 2010.
Il 9 luglio 2007, Rupert, insieme ai colleghi Emma Watson e Daniel Radcliffe, ha lasciato le impronte delle mani, piedi e bacchetta magica alla cerimonia "Hands, Feet and Wands", avvenuta davanti al Grauman's Chinese Theatre di Hollywood.

### Altri ruoli

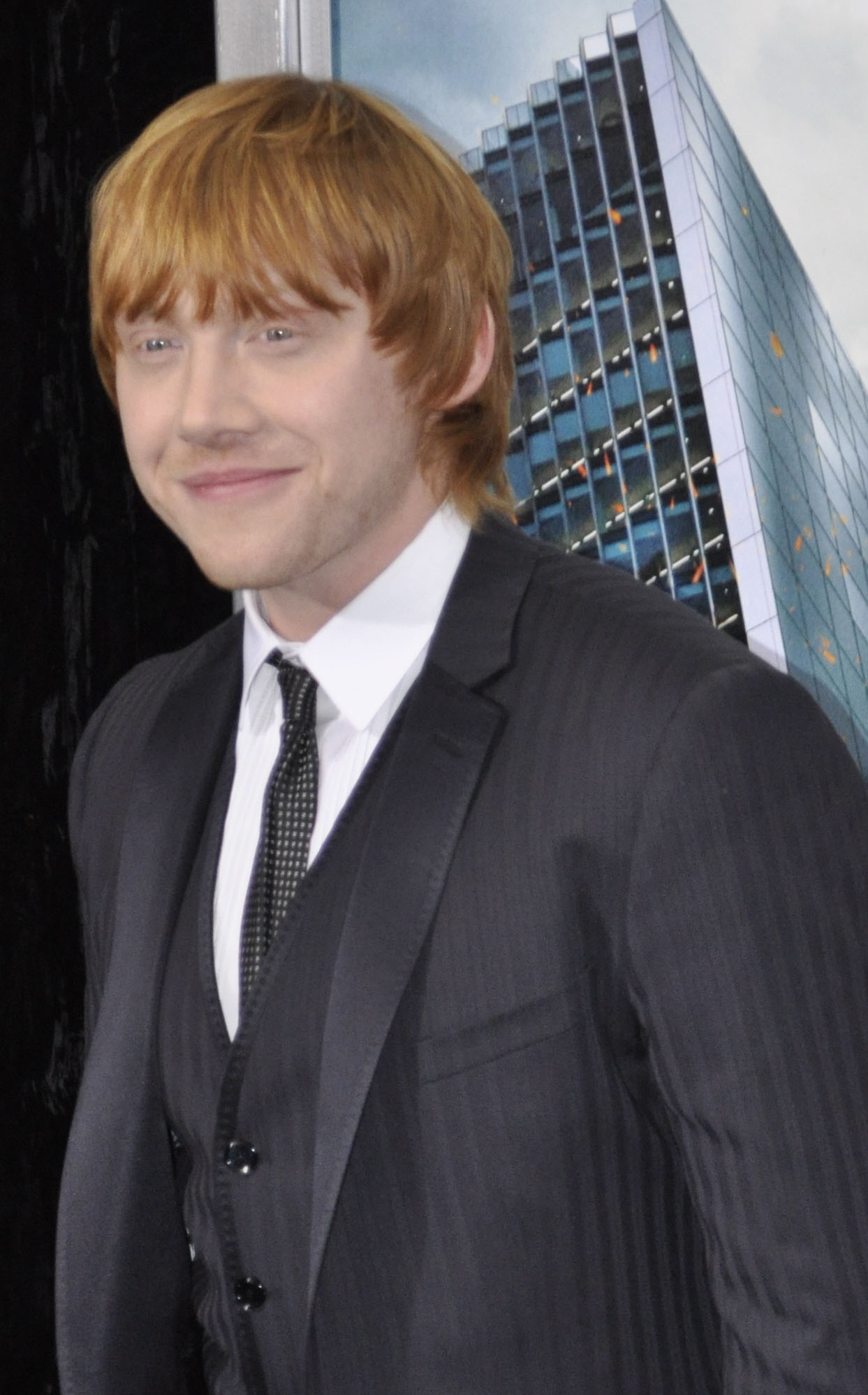
Rupert Grint alla prima di Harry Potter e i Doni della Morte - Parte 1 (2010)

Nel 2002 ha partecipato al film Pantaloncini a tutto gas nel ruolo di Alan A. Allen, un giovanissimo inventore senza olfatto che aiuta il suo amico Patrick ad andare nello spazio, film nel quale è presente anche Joshua Herdman, interprete in Harry Potter di Gregory Goyle, qui nel ruolo del bullo Damon.
Nel 2006 ha interpretato come protagonista il ruolo del giovane Ben nel film In viaggio con Evie, accanto a Julie Walters.
Nel 2008 è stato annunciato che Rupert avrebbe fatto parte del film Cherrybomb a fianco di Robert Sheehan e Kimberley Nixon. Il film è uscito nelle sale in Gran Bretagna il 23 aprile 2010.
Sempre nel 2008 Rupert ha partecipato al film Wild Target assieme a Emily Blunt e Bill Nighy, interpretando il ruolo di Tony. La pellicola è uscita nel giugno 2010.
Nello stesso anno ha partecipato al Rally Wacky nel 2010, con James e Oliver Phelps, con lo scopo di raccogliere fondi per la Royal National Lifeboat Institution.
Nel 2010 partecipa insieme ai colleghi Daniel Radcliffe e Emma Watson alla campagna dell'American Library Association, denominata "READ".
Nel gennaio 2011 fa un cameo in Come Fly with Me, programma della BBC. Nello stesso anno Rupert è ospite di Top Gear nell'episodio 3 della stagione 15, realizzando l'incredibile tempo di 1:45.5 sul tracciato di prova a bordo della vettura economica della trasmissione, una Kia Cee'd.
Il 18 marzo 2011, Rupert è apparso in uno sketch comico su Red Nose Day 2011 insieme a Tom Felton, George Michael, Justin Bieber, Keira Knightley e l'ex primo ministro Gordon Brown. Nel 2013 ha fatto il suo debutto a teatro nella commedia Mojo in scena all'Harold Pinter Theatre del West End londinese.
Appare come protagonista nel videoclip del singolo Lego House di Ed Sheeran, di cui è un grande fan, pubblicato il 20 ottobre 2011. Recita come co-protagonista nel film Prigionieri del ghiaccio, uscito il 9 marzo 2012 in Norvegia.
Sancisce il tributo alle Olimpiadi di Londra del 2012, portando la fiamma olimpica alla cerimonia d'apertura. 
Nel 2017 prende parte, prima, al cast di Snatch ed in seguito a quello di Sick Note, serie televisiva distribuita da Netflix, nella quale è il protagonista.
Dal 2019 è tra i protagonisti della serie TV Servant, pubblicata da Apple TV+.

## Vita privata
Dal 2011 è fidanzato con l'attrice Georgia Groome, dalla quale ha avuto una figlia, Wednesday G., il 7 maggio 2020. Il 27 aprile 2025 annuncia sui social la nascita della seconda figlia Goldie G..

## Filmografia

### Attore

#### Cinema
- Harry Potter e la pietra filosofale (Harry Potter and the Philosopher's Stone), regia di Chris Columbus (2001)
- Pantaloncini a tutto gas (Thunderpants), regia di Peter Hewitt (2002)
- Harry Potter e la camera dei segreti (Harry Potter and the Chamber of Secrets), regia di Chris Columbus (2002)
- Harry Potter e il prigioniero di Azkaban (Harry Potter and the Prisoner of Azkaban), regia di Alfonso Cuarón (2004)
- Harry Potter e il calice di fuoco (Harry Potter and the Goblet of Fire), regia di Mike Newell (2005)
- In viaggio con Evie (Driving Lessons), regia di Jeremy Brock (2006)
- Harry Potter e l'Ordine della Fenice (Harry Potter and the Order of the Phoenix), regia di David Yates (2007)
- Harry Potter e il principe mezzosangue (Harry Potter and the Half-Blood Prince), regia di David Yates (2009)
- Cherrybomb, regia di Lisa Barros D'Sa e Glenn Leyburn (2009)
- Wild Target, regia di Jonathan Lynn (2010)
- Harry Potter e i Doni della Morte - Parte 1 (Harry Potter and the Deathly Hallows - Part I), regia di David Yates (2010)
- Harry Potter e i Doni della Morte - Parte 2 (Harry Potter and the Deathly Hallows - Part II), regia di David Yates (2011)
- Prigionieri del ghiaccio (Into the White), regia di Petter Næss (2012)
- Charlie Countryman deve morire (Charlie Countryman), regia di Fredrik Bond (2013)
- CBGB, regia di Randall Miller (2013)
- Moonwalkers, regia di Antoine Bardou-Jacquet (2015)
- Bussano alla porta (Knock at the Cabin), regia di M. Night Shyamalan (2023)

#### Televisione
- The Children's Party at the Palace, regia di Claire Popplewell e Ben Warwick – special TV (2006)
- Super Clyde, regia di Michael Fresco – film TV (2013)
- Snatch – serie TV (2017-2018)
- Sick Note – serie TV (2017-2018)
- Agatha Christie - La serie infernale (The ABC Murders) – miniserie TV, 3 puntate (2018)
- Servant – serie TV (2019-2023)
- Harry Potter 20º anniversario - Ritorno a Hogwarts (Harry Potter 20th Anniversary: Return to Hogwarts), regia di Eran Creevy, Joe Pearlman, Giorgio Testi – film TV (2022)
- Cabinet of Curiosities – serie TV (2022)

#### Videoclip
- Lego House - Ed Sheeran (2011)
- A Little More - Ed Sheeran (2025)

### Doppiatore
- Happy Birthday, Peter Pan (2005)
- Harry Potter e l'Ordine della Fenice - videogioco (2007)
- Harry Potter e il principe mezzosangue - videogioco (2009)
- Harry Potter e i Doni della Morte - Parte 1 - videogioco (2010)
- Harry Potter e i Doni della Morte - Parte 2 - videogioco (2011)
- American Dad! - serie TV, episodio 8x02 (2012)
- Goool! (Metegol), regia di Juan José Campanella (2013)
- Postino Pat - Il film (Postman Pat: The Movie), regia di Mike Disa (2014)

## Teatro
- Mojo di Jez Butterworth, regia di Ian Rickson. Harold Pinter Theatre di Londra (2013)
- It's Only a Play di Terrence McNally, regia di Jack O'Brien. Gerald Schoenfeld Theatre di Broadway (2015)

## Riconoscimenti
- Satellite Awards
  - 2002: Vinto nuovo talento per Harry Potter e la pietra filosofale (2001)

- Empire Awards
  - 2002: Candidatura al migliore debuttante per Harry Potter e la pietra filosofale (2001)
  - 2011: Candidatura al miglior attore per Harry Potter e i Doni della Morte - Parte 1 (2010)
  - 2011: Candidatura al miglior duello/lotta/sfida con Daniel Radcliffe e Helena Bonham Carter per Harry Potter e i Doni della Morte - Parte 1 (2010)

- Young Artist Award
  - 2002: Vinto debuttante più promettente per Harry Potter e la pietra filosofale (2001)
  - 2002: Candidatura al migliore cast (con Emma Watson e Daniel Radcliffe) per Harry Potter e la pietra filosofale (2001)

- PFCS Award
  - 2003: Candidatura al migliore cast per Harry Potter e la camera dei segreti (2002)

- Portrait Choice Award
  - 2009: Candidatura al migliore performance maschile per Harry Potter e il principe mezzosangue (2009)

- Bravo Otto
  - 2010: Vinto movie star per Harry Potter e il principe mezzosangue (2009)

- MTV Movie Award
  - 2006: Candidatura alla miglior performance di gruppo per Harry Potter e il calice di fuoco (2005)
  - 2011: Candidatura al miglior combattimento con Daniel Radcliffe e Emma Watson vs. Rod Hunt e Arden Bajraktara per Harry Potter e i Doni della Morte - Parte 1 (2010)
  - 2012: Candidatura al miglior bacio con Emma Watson per Harry Potter e i Doni della Morte - Parte 2 (2012);
  - 2012: Vinto migliore cast con Emma Watson, Daniel Radcliffe e Tom Felton per Harry Potter e i Doni della Morte - Parte 2 (2012);
  - 2012: Candidatura al migliore film per Harry Potter e i Doni della Morte - Parte 2 (2012);

- National Movie Awards
  - 2007: Candidatura al migliore performance per Harry Potter e l'Ordine della Fenice (2007)
  - 2011: Nomination performance dell'anno per Harry Potter e i Doni della Morte - Parte 1 (2010)

- BBC Radio 1 Teen Awards
  - 2011: Vinto miglior attore per Harry Potter e i Doni della Morte - Parte 2 (2011)

- Scream Award
  - 2009: Candidatura al migliore attore supportato per Harry Potter e il principe mezzosangue (2009)
  - 2011: Candidatura al miglior attore non protagonista per Harry Potter e i Doni della Morte - Parte 2 (2011)

- People's Choice Award
  - 2010: Candidatura al migliore cast (con Emma Watson e Daniel Radcliffe per Harry Potter e il principe mezzosangue (2009)
  - 2012: Candidatura al miglior attore sotto i 25 anni per Harry Potter e i Doni della Morte - Parte 2 (2011)
  - 2012: Vinto miglior cast per Harry Potter e i Doni della Morte - Parte 2 (2011)

## Doppiatori italiani
Nelle versioni in italiano delle opere in cui ha recitato, Rupert Grint è stato doppiato da:
- Giulio Renzi Ricci in Harry Potter e la pietra filosofale, Harry Potter e la camera dei segreti, Harry Potter e il prigioniero di Azkaban, Harry Potter e il calice di fuoco, Harry Potter e l'Ordine della Fenice, Harry Potter e il principe mezzosangue, Harry Potter e i Doni della Morte - Parte 1, Harry Potter e i Doni della Morte - Parte 2, Harry Potter 20º anniversario - Ritorno a Hogwarts
- Flavio Aquilone in Prigionieri del ghiaccio, Sick Note, Agatha Christie - La serie infernale, Servant, Bussano alla porta
- Gabriele Lopez in Wild Target, Charlie Countryman deve morire
- Fabrizio De Flaviis in In viaggio con Evie
- Davide Perino in Snatch
- Jacopo Venturiero in Cabinet of Curiosities

Da doppiatore è sostituito da:
- Manuel Meli in Postino Pat - Il film (dialoghi)
- Mirko Fabbreschi in Postino Pat - Il film (canto)